# Baumhaueria rectinervis
Baumhaueria rectinervis är en tvåvingeart som beskrevs av Robineau-desvoidy 1863. Baumhaueria rectinervis ingår i släktet Baumhaueria och familjen parasitflugor.
Artens utbredningsområde är Frankrike. Inga underarter finns listade i Catalogue of Life.